# 胜利乡 (通江县)
胜利乡，是中华人民共和国四川省巴中市通江县下辖的一个乡镇级行政单位。

## 行政区划
胜利乡下辖以下地区：
大营里村、方城山村、观音堂村、金竹坪村、平河子村、马云台村、迪坪村、李岗坪村、青龙山村和瓦窑坪村。